# Tajan (fleuve)
Pour l’article homonyme, voir Tajan.
Le Tajan, en persan رود تجن, est un fleuve du Nord de l'Iran prenant sa source dans l'Elbourz oriental et se jetant dans la mer Caspienne.